# Carlo Nordio
Carlo Nordio, né à Trévise le 6 février 1947, est un ancien magistrat italien, membre des Frères d'Italie.
Depuis octobre 2022, il est ministre de la Justice dans le gouvernement de Giorgia Meloni.

## Biographie
Magistrat depuis 1977, il est procureur adjoint de Venise et, chargé de l'enquête sur le MOSE à Venise, il est le protagoniste de l'opération Mains propres avec la célèbre enquête sur les « coopératives rouges » (en). Dans les années 1980, il mène des enquêtes sur les Brigades rouges vénitiennes et les enlèvements et, dans les années 1990, il enquête sur les crimes de Tangentopoli. Il est consultant auprès de la Commission parlementaire pour le terrorisme et président de la Commission ministérielle pour la réforme du code pénal. Jusqu'à sa retraite en 2017, il est procureur adjoint du parquet de Venise, où il s'occupe des délits économiques, de la corruption et de la responsabilité médicale.
Il collabore à de nombreuses revues juridiques et journaux dont Il Tempo, Il Messaggero et Il Gazzettino. En 2010, il écrit un livre avec l'ancien député et maire de Milan Giuliano Pisapia : In attesa di giustizia. Dialogo sulle riforme possibili (Guerini e Associati).
En février 2017, il prend sa retraite en raison de la limite d'âge, après avoir atteint soixante-dix ans. Il collabore actuellement avec Il Messaggero.
Depuis le 5 décembre 2018, il est membre du conseil d'administration de la Fondation Luigi Einaudi Onlus.

## Travaux
- Giustizia (Guerini e Associati 1997)
- Emergenza Giustizia (Guerini e Associati 1999)
- Crainquebille di Anatole France (Liberilibri 2002)
- In attesa di giustizia (Guerini e Associati 2010)
- Operazione Grifone (2014)
- Overlord (2016)
- La stagione dell’indulgenza (2019)

## Récompenses et honneurs
- Prix Masi pour la civilisation vénitienne, 2018[1].